# NGC 80
NGC 80 é uma galáxia elíptica (E-S0) localizada na direcção da constelação de Andromeda. Possui uma declinação de +22° 21' 28" e uma ascensão recta de 0 horas, 21 minutos e 10,9 segundos.
A galáxia NGC 80 foi descoberta em 17 de Agosto de 1828 por John Herschel.